# Hainita-(Y)
La hainita-(Y) és un mineral de la classe dels silicats, que pertany al grup de la rinkita. Rep el nom de la seva localitat tipus, els monts Hain, més el sufix "-(Y)" degut al domini de l'itri en la composició. Va ser descrit per primera vegada per Josef Blumrich el 1893 amb el nom de hainita. El nom va ser canviar per l'IMA el 2016 a l'actual.

## Característiques
La hainita-(Y) és un silicat de fórmula química Na₂Ca₄(Y,REE)Ti(Si₂O₇)₂OF₃. Es tracta d'una espècie aprovada per l'Associació Mineralògica Internacional, i publicada per primera vegada el 1893. Cristal·litza en el sistema triclínic. La seva duresa a l'escala de Mohs és 5.
Segons la classificació de Nickel-Strunz, la hainita-(Y) pertany a «09.BE - Estructures de sorosilicats, amb grups Si₂O₇, amb anions addicionals; cations en coordinació octaèdrica [6] i major coordinació» juntament amb els següents minerals: wadsleyita, hennomartinita, lawsonita, noelbensonita, itoigawaïta, ilvaïta, manganilvaïta, suolunita, jaffeïta, fresnoïta, baghdadita, burpalita, cuspidina, hiortdahlita, janhaugita, låvenita, niocalita, normandita, wöhlerita, hiortdahlita I, marianoïta, mosandrita, nacareniobsita-(Ce), götzenita, rosenbuschita, kochita, dovyrenita, baritolamprofil·lita, ericssonita, lamprofil·lita, ericssonita-2O, seidozerita, nabalamprofil·lita, grenmarita, schüllerita, lileyita, murmanita, epistolita, lomonossovita, vuonnemita, sobolevita, innelita, fosfoinnelita, yoshimuraïta, quadrufita, polifita, bornemanita, xkatulkalita, bafertisita, hejtmanita, bykovaïta, nechelyustovita, delindeïta, bussenita, jinshajiangita, perraultita, surkhobita, karnasurtita-(Ce), perrierita-(Ce), estronciochevkinita, chevkinita-(Ce), poliakovita-(Ce), rengeïta, matsubaraïta, dingdaohengita-(Ce), maoniupingita-(Ce), perrierita-(La), hezuolinita, fersmanita, belkovita, nasonita, kentrolita, melanotekita, til·leyita, kil·lalaïta, stavelotita-(La), biraïta-(Ce), cervandonita-(Ce) i batisivita.

## Formació i jaciments
Va ser descoberta al mont Hohe Hain, a la regió de Liberec (República Txeca). Dins del mateix país encara ha estat trobada també al mont Želenický, a la regió d'Ústí nad Labem. També ha estat descrita a Dinamarca, Noruega, Itàlia, Líbia, el Marroc, Rússia i el Brasil.